# Joan Comas Pausas
Joan Comas Pausas (Villafranca del Penedés, 25 de junio de 1913 – ibídem, 3 de abril de 2009) fue un pintor, comerciante de ropa masculina y arquitecto técnico español.

## Biografía
Joan Comas Pausas nace en Villafranca del Penedés, hijo de Antonio Comas Torregrosa y de Josefa Pausas Rovira.  A los catorce años, al quedar huérfano, se traslada a Barcelona. Se interesa por el arte en general, la  antigüedad, la pintura y el dibujo, formándose estética y artísticamente en esta ciudad. Estudió dibujo con el pintor Juan Lahosa en la Academia Baixas.
Persona de extraordinaria voluntad, superó las dificultades originadas por su temprana orfandad, empezando como empleado de comercio de ropa de hombre, hasta que en 1944, a su regreso a Villafranca del Penedés, inaugura su propio negocio. Posteriormente, en 1961, pasa a ejercer también como arquitecto técnico al término de los estudios en Barcelona, en la Escuela Técnica de Aparejadores y Arquitectos Técnicos de la Universidad Politécnica de Cataluña.
Durante estos años sólo puede dedicarse esporádicamente a su afición preferida, que es la pintura artística, aunque ya en 1955 obtiene un premio de pintura (óleo sobre tabla). Pero continúa con su formación como autodidacta y sus obras se distribuyen de forma privada. No es hasta 1976 que inicia periódicas muestras al público de su obra artística usando la acuarela para su expresión.
Este año, con motivo del «Centenario del Excursionismo Catalán» presenta una Muestra de 27 obras (acuarelas) en el Vinseum (Villafranca del Penedés). La crítica recibida describe bien la pintura de Comas Pausas: “Pues bien, hay que decir que los paisajes de Comas rezuman luz y sólo una sensibilidad excursionista es capaz de combinar con tanta fidelidad los matices de lo que constituye la esencia de nuestro paisaje; la pequeña iglesia solitaria, el elemento humano que a costa de años se le incorpora, la soledad de los lagos pirenaicos, la naturaleza muerta (paradójicamente llena de vida) de los árboles secos, aniquilados por la tempestad o el estallido de color de las plantas y roquedos. Y por encima de todo, esos cielos tenebrosos o serenamente nublados, un calidoscopio que los excursionistas estamos acostumbrados a contemplar y que Comas sabe reflejar exactamente.“.

## Técnicas
En pintura al óleo, Comas Pausas prefiere temas de interiores con figura; en pintura a la acuarela, procedimiento en el que acabó especializándose, paisajes, marinas y temas urbanos.
Su acuarelismo se halla de pleno dentro de las constantes de las escuelas tradicionales del paisajismo catalán. Es pintura descriptiva y claramente legible, de composición estudiada detenidamente, de gama cromática, armónica y matizada, resultante de una sensibilidad emocionada ante la naturaleza. En la pintura de Comas Pausas, asumen importante papel las cambiantes atmosféricas y lumínicas, ajustando las gradaciones tonales según requiera aquella.
De España, Francia, Alemania, Italia, Suiza, Liechtenstein, Austria y Países Bajos, Comas Pausas, ha pintado acuarelas de temas urbanos preferentemente y visitado Pinacotecas estudiando sus obras pictóricas.

## Exposiciones
Efectuó exposiciones particulares en Villanueva y Geltrú, Villafranca del Penedés, Olot, Martorell, Ripoll, Molins de Rey, Igualada, Vendrell, Begas y Barcelona (en Mayte Muñoz y en el Colegio de Aparejadores y Arquitectos Técnicos).
Como socio de la Agrupación de Acuarelistas de Cataluña participó en todas las exposiciones colectivas de esta agrupación entre los años 1977 y 1989 en Barcelona (Palacio de la Virreina, Palacio Real de Pedralbes, Antiguo Hospital de la Santa Cruz y Banco de Bilbao), Tarrasa, Villafranca del Penedés (Museo), Lérida (Instituto de Estudios Ilerdenses). Fue seleccionado por esta entidad para que la representase en la Exposición Nacional de Acuarela celebrada en Bilbao en 1984.
Participó también en otras exposiciones colectivas en Olot, Ledesma y Villafranca del Penedés, destacando entre las de Villafranca del Penedés la de 1985 junto a otros cinco artistas en el Fórum Berger Balaguer y la “Pintura i escultura a Vilafranca 1900-1999”.
En 2013 se ha efectuado una exposición retrospectiva en el Fórum Berger Balaguer en Villafranca del Penedés, con motivo del centenario de su nacimiento.
Su obra se encuentra en colecciones particulares de España, Francia, Alemania, Reino Unido y en el Vinseum Museo de les Culturas del Vino de Cataluña de Villafranca del Penedés]].